# Kázsmárk
Kázsmárk ist eine Gemeinde im Komitat Borsod-Abaúj-Zemplén. Sie liegt an dem Fluss Vasonca.

## Geografische Lage
Kázsmárk liegt im Norden Ungarns, 30 Kilometer nordöstlich vom Komitatssitz Miskolc entfernt.
Nachbargemeinden sind Aszaló 9 km, Csobád 10 km, Detek und Léh.
Die nächste Stadt Szikszó ist etwa 12 km von Kázsmárk entfernt.

## Gemeindepartnerschaft
- Zádielske Dvorníky, Slowakei

## Sehenswürdigkeiten
- Reformierte Kirche
- Griechisch-katholische Kapelle Szent Márk evangélista
- Péchy-Landhaus (Péchy-kúria)

## Verkehr
Durch Kázsmárk verläuft die Landstraße Nr. 2624. Der nächstgelegene Bahnhof befindet sich ungefähr fünf Kilometer südöstlich in Halmaj.

## Persönlichkeiten
- Tamás Péchy (1828–1897), ungarischer Politiker und Minister